# Confederate States Navy

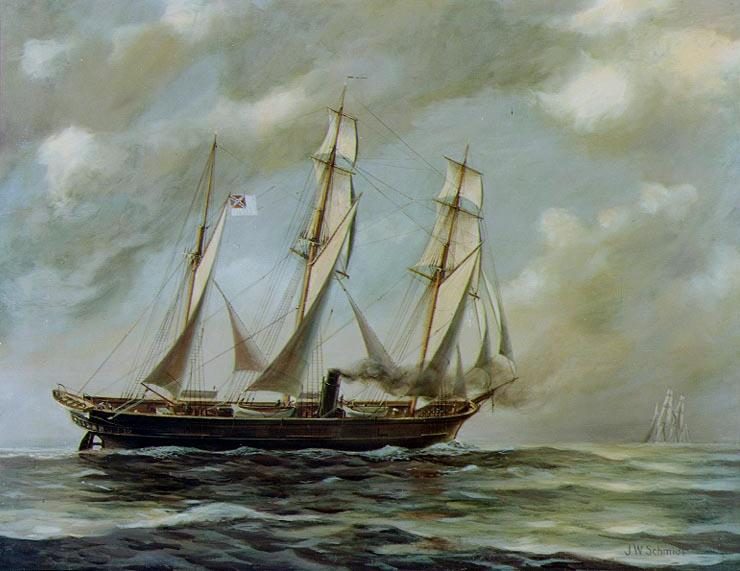
Okręt Marynarki Wojennej Stanów Skonfederowanych CSS Alabama

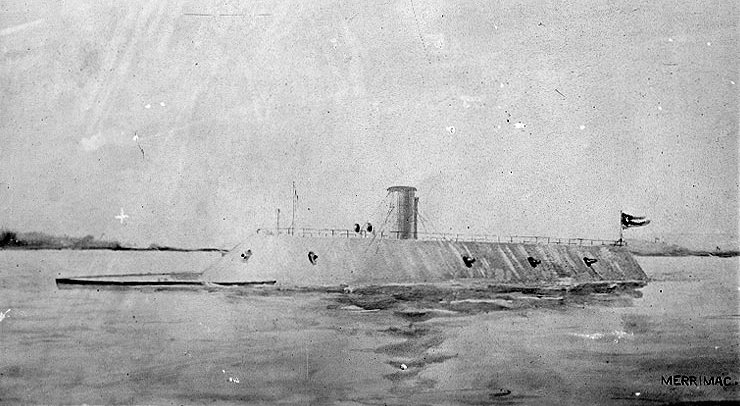
Okręt Marynarki Wojennej Stanów Skonfederowanych CSS Virginia

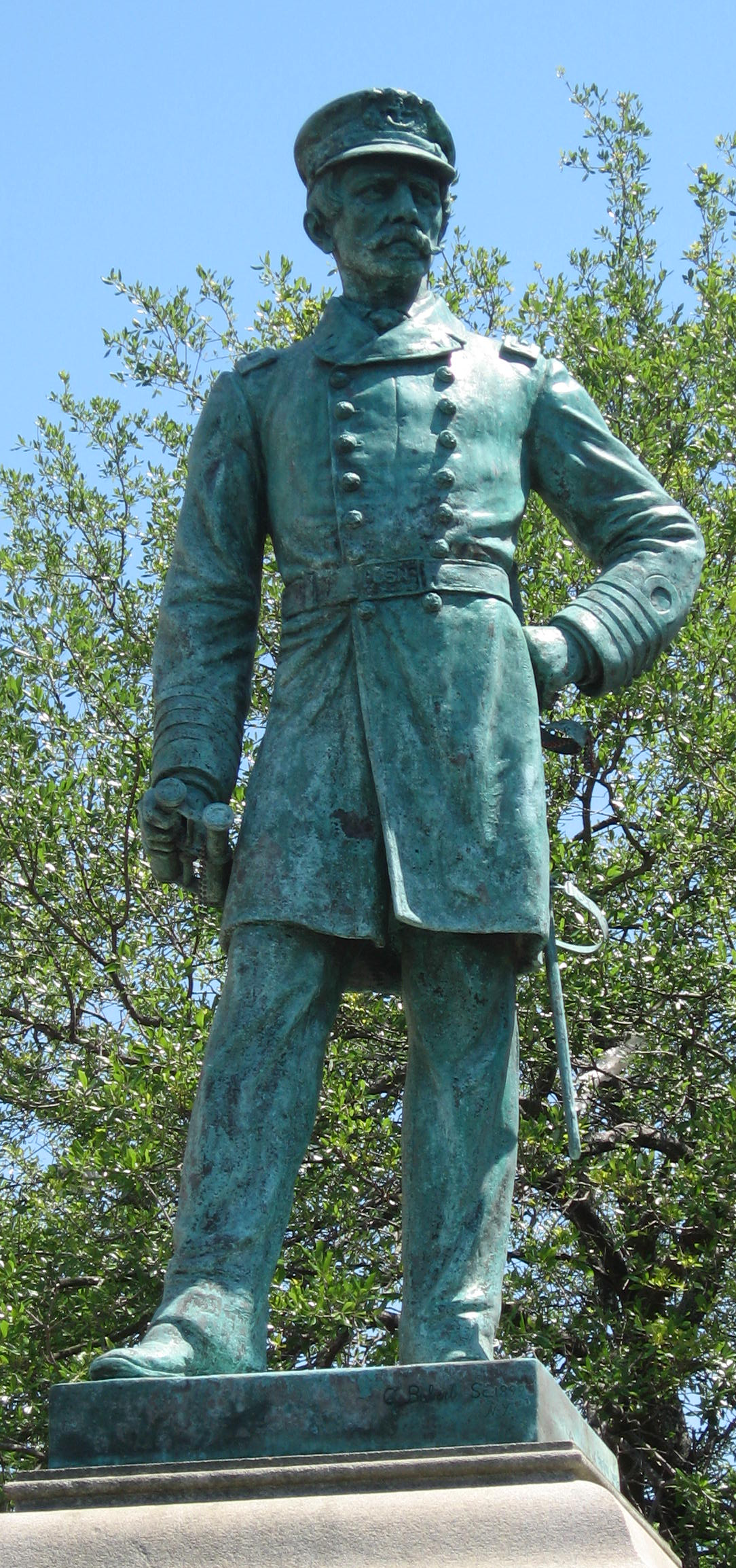
Umundurowanie uwiecznione na pomniku – Kapitan Raphael Semmes, Mobile, Alabama

Marynarka Wojenna Stanów Skonfederowanych (ang. Confederate States Navy) – morska gałąź sił zbrojnych Skonfederowanych Stanów Ameryki, utworzona aktem Kongresu z dnia 21 lutego 1861. Odpowiedzialna była za działania morskie podczas wojny secesyjnej (1861–1865) – obronę portów Południa i nieprzerwanej wymiany handlowej z Europą oraz potyczki i łupienie floty handlowej Unii. Częścią marynarki był Korpus Piechoty Morskiej Stanów Skonfederowanych.
Dla okrętów marynarki wojennej Stanów Skonfederowanych używany był skrótowiec CSS (Confederate States Ship).

## Bandery i proporce

Bandera w latach 1861–1863
Bandera w latach 1863–1865

Proporzec w latach 1861–1863
Proporzec w latach 1863–1865

## Organizacja
Między początkiem wojny, a wiosną 1862 roku 32 komandorów, 54 kapitanów, 76 podporuczników oraz 2011 marynarzy zrezygnowało ze służby w Marynarce Wojennej Stanów Zjednoczonych, aby przejść na stronę Południa. Razem marynarka Konfederacji liczyła:
- 7 admirałów
- 101 komandorów
- 130 kapitanów
- 300 poruczników
- 380 podporuczników
- 350 bosmanów
- 89 rachmistrzów
- 96 asystentów rachmistrzów
- 104 chirurgów
- 219 asystentów chirurgów
- 1 głównego inżyniera
- 130 inżynierów

### Administracja
Do 20 lipca 1861, rząd Konfederatów ustanowił następujące stanowiska administracyjne:
- Stephen Mallory – Sekretarz Marynarki Wojennej
- Komandor Samuel Barron – Szef Biura Rozkazów
- Kapitan George Minor – Szef Kwatermistrzostwa oraz Hydrografii
- Rachmistrz John DeBree – Szef Rachuby i Umundurowania
- Chirurg W. A. W. Spottswood – Biuro Medycyny i Chirurgii
- Edward Tidball – Główny Urzędnik

## Rangi i umundurowanie
Pierwsze mundury były szyte z ciemnoniebieskiego materiału i ozdabiane insygniami szarż według południowego stylu (odznaczenia na kołnierzykach i mankietach). Regulacje wprowadzone w 1862 wymogły zmianę koloru na stalowoszary z czarnymi, jedwabnymi lampasami. Szyte były także w kolorach szarym i jasnoszarym dla kadetów. Podoficerowie nosili nieregulaminowe umundurowanie lub nawet ubrania cywilne.
| Miejsce naszycia | Admirał (Admiral) | Komandor (Captain) | Kapitan (Commander) | Porucznik (Lieutenant) | Nawigator (Master) | Dyplomowany Midszypmen (Passed Midshipman) | Midszypmen (Midshipman) |
| ---------------- | ----------------- | ------------------ | ------------------- | ---------------------- | ------------------ | ------------------------------------------ | ----------------------- |
| Rękaw            |                   |                    |                     |                        |                    |                                            |                         |
| Pagon            |                   |                    |                     |                        |                    |                                            | (brak)                  |
| Czapka           |                   |                    |                     |                        |                    |                                            |                         |